# Отвешть
Отвешть, Отвешті (рум. Otvești) — село у повіті Тіміш в Румунії. Входить до складу комуни Сакошу-Турческ.
Село розташоване на відстані 389 км на захід від Бухареста, 22 км на південний схід від Тімішоари.

## Населення
За даними перепису населення 2002 року у селі проживали 304 особи.
Національний склад населення села:
| Національність | Кількість осіб | Відсоток |
| -------------- | -------------- | -------- |
| угорці         | 179            | 58,9%    |
| румуни         | 114            | 37,5%    |
| цигани         | 5              | 1,6%     |
| німці          | 5              | 1,6%     |

Рідною мовою назвали:
| Мова      | Кількість осіб | Відсоток |
| --------- | -------------- | -------- |
| угорська  | 172            | 56,6%    |
| румунська | 122            | 40,1%    |
| циганська | 5              | 1,6%     |